# ОФК Стари град
ОФК Стари град је српски фудбалски клуб из Бачке Паланке и тренутно се такмичи у Општинској лиги Бачка Паланка, шестом такмичарском нивоу српског фудбала.

## Историја
Клуб је 1986. године основала група ентузијаста из градске месне заједнице Стари Град. Њу су чинили Миле Јовичин Стричко као први председник клуба, Миле Колар, Пера Грујић Леле, Никола Вучетин Ниџа брица, Јовица Петљански Теча, Мића Лачански, Стева Бјелош, вулканизер, Здравко Поганчев и Кајица Даничић, библиотекар.
Клуб је такмичење почео од најнижег седмог ранга, Међуопштинске фудбалске лиге Бачка Паланка, Бач, Бачки Петровац II разред. Прву утакмицу ОФК Стари Град је одиграо са екипом ФК Жива са економије Жива, а резултат је био 1 : 1. Стрелац историјског првог гола био је Миша Бугарски. Првих 7 година клуб је као домаћин играо на стадиону рекреационог центра. Клуб је 1993. године прешао на садашњу локацију. Терен са природном травом који је за разлику од осталих терена био окренут у правцу исток—запад, популарно је прозван „Грбавица”. Клуб је током дужег периода био члан Међуопштинских лига, које представљају 6. и 7. фудбалског такмичења у Србији. Од тренутка када је клуб први пут ушао у подручну лигу Нови Сад само је једном испао.
Реорганизацијом која је наступила 2016. године, клубови са подручја бачкопаланачког савеза су се из новосадског подручја пребацили у сомборско подручје. ОФК Стари Град је 2018. преузео Марко Нештицки и са својим сарадницима је у наредном периоду допринео напретку клуба за два ранга такмичења. Најпре је освојено прво место на табели ПФЛ Сомбор, за такмичарску 2018/19, када је после 30 одиграних кола Стари Град имао 13 бодова више од екипе Крила Крајине. Као дебитант у Војвођанској лиги Север, сезону 2019/20. завршио је на другом месту, иза Слоге из Чонопље. После одлуке о проширењу Српске лига Војводине, ОФК Стари Град је уврштен међу 20 клубова у том такмичењу за сезону 2020/21. По завршетку сезоне 2021/22. ОФК Стари Град је услед недостатка финансијских средстава неопходних за такмичење својом вољом прешао у најнижи ранг такмичења - Међуопштинску лигу Бачка Паланка, Бач, Бачки Петровац.

## Новији резултати
| Сезона   | Ранг | Лига                             | Позиција | ИГ | Д  | Н | П  | ГД | ГП | ГР  | Бод | Куп                  |
| -------- | ---- | -------------------------------- | -------- | -- | -- | - | -- | -- | -- | --- | --- | -------------------- |
| 2010/11. | 5    | ПФЛ Нови Сад                     | 8.       | 30 | 12 | 5 | 13 | 36 | 43 | -7  | 41  | Није се квалификовао |
| 2011/12. | 5    | ПФЛ Нови Сад                     | 11.      | 28 | 10 | 6 | 12 | 32 | 33 | -1  | 36  | Није се квалификовао |
| 2012/13. | 5    | ПФЛ Нови Сад                     | 16.      | 30 | 3  | 3 | 24 | 22 | 88 | -66 | 12  | Није се квалификовао |
| 2013/14. | 6    | МОЛ Бачка Паланка                | 5.       | 20 | 9  | 3 | 8  | 49 | 31 | +18 | 30  | Није се квалификовао |
| 2014/15. | 5    | ПФЛ Нови Сад                     | 14.      | 30 | 9  | 6 | 15 | 25 | 47 | -22 | 33  | Није се квалификовао |
| 2015/16. | 5    | ПФЛ Нови Сад                     | 7.       | 30 | 13 | 4 | 13 | 46 | 41 | +5  | 43  | Није се квалификовао |
| 2016/17. | 5    | ПФЛ Сомбор                       | 7.       | 30 | 11 | 7 | 12 | 45 | 46 | -1  | 40  | Није се квалификовао |
| 2017/18. | 5    | ПФЛ Сомбор                       | 10.      | 28 | 9  | 5 | 14 | 47 | 50 | -3  | 32  | Није се квалификовао |
| 2018/19. | 5    | ПФЛ Сомбор                       | 1.       | 30 | 22 | 5 | 3  | 76 | 14 | +62 | 71  | Није се квалификовао |
| 2019/20. | 4    | Војвођанска фудбалска лига Север | 2.       | 17 | 10 | 4 | 3  | 48 | 16 | +32 | 34  | Није се квалификовао |
| 2020/21. | 3    | Српска лига Војводина            | 11.      | 38 | 16 | 8 | 14 | 58 | 48 | +10 | 56  | Није се квалификовао |
| 2021/22. | 3    | Српска лига Војводина            | 15.      | 30 | 9  | 3 | 18 | 37 | 65 | -28 | 30  | Није се квалификовао |
| 2022/23. | 6    | Општинска лига Бачка Паланка     | 6.       | 24 | 11 | 4 | 9  | 53 | 47 | +6  | 37  | Није се квалификовао |
| 2023/24. | 6    | Општинска лига Бачка Паланка     | 2.       | 24 | 18 | 1 | 5  | 75 | 29 | +46 | 55  | Није се квалификовао |
| 2024/25. | 6    | Општинска лига Бачка Паланка     | 6.       | 22 | 11 | 4 | 7  | 60 | 28 | +32 | 37  | Није се квалификовао |

## Стадион
ОФК Стари Град игра на стадиону са вештачком травом, капацитета 300 места, који је свечано отворен 26. новембара 2016. Терен је отворила делегација Фудбалског савеза Србије коју су чинили председник Славиша Кокеза, председник Фудбалског савеза Војводине Драган Симовић, чланови председништва ФСС Горан Буњевчевић, Марјан Рнић и други. ОФК Стари Град је три утакмице са градским ривалом ФК Крила Крајине играо под рефлекторима на Стадиону Славко Малетин Вава и сва три пута је било око 2.500 гледалаца. Ограда на стадиону је замењена 2019, док је током наредне године уређен прилаз стадиону и пут насут струганим асфалтом. Недуго затим, најављено је постављање 6 рефлектора за тренинг, а до краја исте године планирана је и изградња западне трибине испод које ће бити нове свлачионице.

## Навијачи
Навијачи ОФК Стари Град називају се Ванцаге.